# I. Albert szász herceg

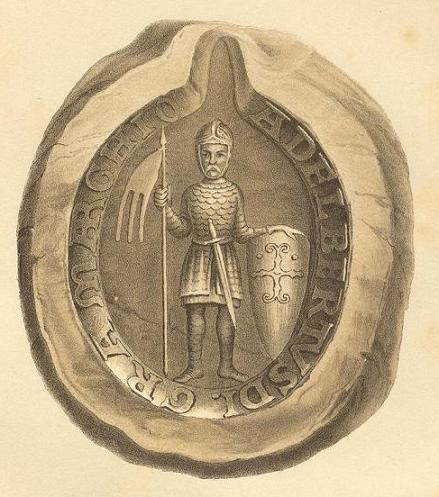
Albrecht pecsétje

I. Albert szász herceg, ismertebb nevén Medve Albert (Ballenstedt, 1100 – Stendal, 1170. november 18.) brandenburgi őrgróf, az Askani-ház megalapítója.

## Élete
Apja ballenstedti Gazdag Ottó gróf volt, anyja Eilika, Zsófia és Magnus szász herceg leánya volt. Apjától 1123-ban örökölte meg a címet. 1132-ben részt vett III. Lothár német-római császár itáliai hadjáratában, amiért a császár Elba bal partján elterülő, megürült őrgrófsággal jutalmazta meg. Nagy buzgalommal fogott az ország germanizálásához és a vendek keresztény hitre térítéséhez. 1138-ban csatlakozott az újonnan megválasztott III. Konrádhoz, ő pedig nekiadta a szász hercegséget. Amikor a Welf-párt kerekedett fölül, Albert kénytelen volt lemondani a szász hercegségről. Később azonban ismét kedvezett neki a szerencse: 1150-ben megörökölte Brandenburgot, aminek ő lett az első őrgrófja. A kereszténységet és németséget itt is nagy buzgalommal terjesztette: behozta a premontrei rendet, helyreállította a havelbergi és brandenburgi püspökségeket, városokat alapított, flamandokkal népesítette országát és háttérbe szorította a szlávokat.